# Joe Shuster
Joseph 'Joe' Shuster (Toronto, 10 juli 1914 – Los Angeles, 30 juli 1992) was een Canadees-Amerikaans stripmaker. Samen met Jerry Siegel bedacht hij in 1938 de superheld Superman, die ze samen introduceerden in de comic Action Comics #1. Siegel en Shuster werden in 1992 allebei opgenomen in de Will Eisner Comic Book Hall of Fame.
Een jaar later creëerde Shuster wederom samen met Siegel ook de tweede, gelijktijdig lopende, titel over 'de man van staal', getiteld Superman. Beide titels lopen anno 2019 nog steeds, bij uitgeverij DC Comics.
De krant waar Clark Kent, Supermans alter ego werkt, werd door Shuster de Daily Star genoemd. Deze naam was geïnspireerd door Shusters eigen oud-werkgever, de Toronto Daily Star.
- Biblioteca Nacional de España: XX4730259
- Bibliothèque nationale de France: cb11924668h (data)
- Gemeinsame Normdatei: 173789668
- International Standard Name Identifier: 0000 0001 1561 0184
- Library of Congress Control Number: no96013281
- Nationale Bibliotheek van Tsjechië: xx0171455
- Nationale Bibliotheek van Israël: 987007602632405171
- Nederlandse Thesaurus van Auteursnamen: 068906064
- RKD-Nederlands Instituut voor Kunstgeschiedenis: 329788
- Istituto Centrale per il Catalogo Unico: TO0V329072
- Système universitaire de documentation: 027137031
- Trove: 1540871
- Union List of Artist Names: 500123899
- Virtual International Authority File: 17229529
- WorldCat: E39PBJqKbrTX9bW6dKKxDdcVmd

1. ↑  Gemeinsame Normdatei; geraadpleegd op: 15 december 2014.
2. ↑  Gemeinsame Normdatei; geraadpleegd op: 31 december 2014.